# لی چی هو
لی چی هو (انگلیسی: Lee Chi Ho؛ زادهٔ ۱۶ نوامبر ۱۹۸۲) بازیکن فوتبال اهل چین بود.
از باشگاه‌هایی که در آن بازی کرده است می‌توان به باشگاه ایسترن اسپورتز، باشگاه فوتبال بیجینگ گوان، باشگاه چین جنوبی، و باشگاه فوتبال هنگ کنگ رنجرز اشاره کرد.
وی همچنین در تیم ملی فوتبال هنگ کنگ بازی کرده است.
وی در مسابقات کشوری و بین‌المللی در مجموع برندهٔ ۱ مدال طلا شده است.